# Sphecodes algoensis
Sphecodes algoensis là một loài Hymenoptera trong họ Halictidae. Loài này được Blüthgen mô tả khoa học năm 1928.